# Памятник Петру Запорожцу (Белая Церковь)
Памятник Петру Запорожцу (укр. Пам'ятник Петру Запорожцю) — монументальная скульптура деятелю российского революционного движения Петру Запорожцу (1873—1905), соратнику В. И. Ленина по «Союзу борьбы за освобождение рабочего класса».
Был расположен на родине П. Запорожца в г. Белая Церковь (Киевская область, Украина) на одноимённой площади, прилегающей к бывшему Дому приезжих (сейчас отель «Кларк»). Сквер, раскинувшийся вокруг памятника, является популярным местом отдыха горожан.
Установлен в 1971 году. Автор — известный скульптор, режиссёр, сценарист и драматург Иван Кавалеридзе.
Постамент памятника выполнен в виде ступенчатой пирамиды, составленной из непропорциональных глыб красного гранита. К постаменту бронзовыми деталями прикреплена личная подпись П. Запорожца и годы его жизни из бронзовых чисел. Сам памятник представляет собой бронзовый бюст с изображения П. Запорожца, склонившего голову и подбородком, упирающегося на сложенные друг на друга руки со сжатыми кулаками.
Памятник выполнен в стиле кубизма и является ценным наследием выдающегося скульптора.
В связи с проводимой на Украине политикой декоммунизации, существование памятника находилось под угрозой уничтожения, соответствующее решение горисполком принял в июне 2016 года.
Демонтирован 15 июля 2022 года.